# Pilar (Paraguay)
Pilar è una città del Paraguay, capoluogo del dipartimento di Ñeembucú.

## Geografia
Pilar è situata a 358 km a sud-ovest dalla capitale del paese, Asunción. La città presso la confluenza del torrente Ñeembucú nel fiume Paraguay che qui segna il confine con l'Argentina.

## Origine del nome
La città fu fondata il 12 ottobre 1779 con il nome di Villa del Ñeembucú su ordine del governatore coloniale Pedro Melo de Portugal y Villena. Cambiò il suo nome in Villa del Pilar quattro anni più tardi per iniziativa del parroco Marcial Antonio Uliambre, originario di Saragozza, città dove si venera la Virgen del Pilar.

## Società

### Popolazione
Al censimento del 2002 Pilar contava una popolazione urbana di 24 300 abitanti (27 980 nel distretto), secondo i dati della Dirección General de Estadística, Encuestas y Censos.

## Cultura

### Istruzione

#### Musei
- Museo del Cabildo di Pilar

#### Università
- Università Nazionale di Pilar

## Economia
A Pilar è presente la più grande industria tessile del paese, la Manufactura de Pilar S.A., fondata dall'italiano Paolo Federico Alberzoni. La sua presenza ha creato un indotto di laboratori tessili che occupano una parte consistente della popolazione femminile. La stessa impresa ha poi diversificato il suo campo d'azione, occupandosi di produzioni alimentari.

### Turismo
La città ha cominciato negli ultimi anni a sviluppare il proprio settore turistico, facendo leva sulle bellezze naturali (fiume Paraguay) e sugli edifici storici presenti nel territorio. Tra questi importante è il Museo Cabildo: costruito nel 1817 è l'unico edificio del Cabildo conservato nel paese e ospita al suo interno numerosi reperti storici riguardanti soprattutto il periodo di Francisco Solano López.

## Infrastrutture e trasporti
Il problema principale della città, l'isolamento, è stato risolto negli ultimi anni grazie anche agli sforzi del religioso italiano padre Federico Schiavon, più conosciuto come Pai Alcancía; grazie soprattutto ai suoi richiami e alle sue iniziative è stata portata a termine l'opera di asfaltatura della strada nazionale 4 che collega la città a San Ignacio e di qui alla capitale. Si spera poi che il progettato ponte Chaco – Ñeembucú, che collegherà Pilar con le vicine province argentine di Chaco, Corrientes e Formosa, possa dare ulteriore slancio allo sviluppo della città.